# Саджавка (зупинний пункт)
Саджа́вка — пасажирський залізничний зупинний пункт Івано-Франківської дирекції залізничних перевезень Львівської залізниці на неелектрифікованій лінії Коломия — Делятин між станціями Коломия (22 км) та Делятин (17 км). Розташований в селі Саджавка Коломийського району Івано-Франківської області.

## Пасажирське сполучення
На зупинному пункті Саджавка зупиняються приміські дизель-поїзди сполученням Коломия — Рахів — Ділове.